# Ole Nafstad
Ole Sverre Nafstad (ur. 20 lutego 1946 Bærum) – norweski wioślarz, srebrny medalista olimpijski.

## Kariera
Wystąpił na igrzyskach olimpijskich w Monachium w 1972, gdzie w czwórkach bez sternika odpadł w repasażach pierwszej rundy. Na rozgrywanych cztery lata później igrzyskach olimpijskich w Montrealu w tej samej konkurencji osada Norwegii w składzie: Ole Nafstad, Arne Bergodd, Finn Tveter i Rolf Andreassen zdobyła srebrny medal. W finale uplasowali się o 3,80 sekundy za osadą NRD a o 1,30 sekundy wyprzedzili osadę ZSRR. 
Ponadto w czwórkach bez sternika wywalczył srebrny medal na mistrzostwach Europy w Kopenhadze (1971) i brązowy na mistrzostwach Europy w Moskwie (1973).